# Coptodon
Genre
Coptodon est un genre de poissons de la famille des cichlidés qui regroupe des espèces de Tilapias, nom vernaculaire.

## Liste d'espèces
Selon Dunz et Schliewen :
- Coptodon zillii (Gervais, 1848 ) - (espèce type)
- Coptodon bakossiorum (Stiassny, Schliewen &Dominey, 1992)
- Coptodon bemini (Thys van den Audenaerde , 1972)
- Coptodon bythobates (Stiassny, Schliewen &Dominey, 1992)
- Coptodon cameronensis (Holly, 1927)
- Coptodon camerunensis (Lönnberg, 1903)
- Coptodon coffea (Thys van den Audenaerde, 1970)
- Coptodon congicus (Poll &Thys van den Audenaerde, 1960)
- Coptodon dageti (Thys van den Audenaerde 1971)
- Coptodon discolor (Günther, 1902)
- Coptodon deckerti (Thys van den Audenaerde,1967)
- Coptodon ejagham (Dunz & Schliewen, 2010)
- Coptodon flavus (Stiassny, Schliewen & Dominey, 1992)
- Coptodon fusiformis (Dunz & Schliewen, 2010)
- Coptodon guineensis (Bleeker, 1862)
- Coptodon gutturosus (Stiassny, Schliewen & Dominey, 1992)
- Coptodon imbrifernus (Stiassny, Schliewen &Dominey, 1992)
- Coptodon ismailiaensis (Mekkawy 1995)
- Coptodon konkourensis (Dunz & Schliewen, 2012 )
- Coptodon kottae (Lönnberg, 1904)
- Coptodon louka (Thys van den Audenaerde, 1969 )
- Coptodon margaritaceus (Boulenger, 1916 )
- Coptodon nigrans (Dunz and Schliewen, 2010)
- Coptodon nyonganus (Thys van den Audenaerde, 1960)
- Coptodon rendalli (Boulenger, 1896)
- Coptodon rheophilus (Daget, 1962)
- Coptodon snyderae (Stiassny, Schliewen & Dominey,1992)
- Coptodon spongotroktis (Stiassny, Schliewen & Dominey,1992)
- Coptodon tholloni (Sauvage, 1884)
- Coptodon thysi (Stiassny, Schliewen & Dominey,1992)
- Coptodon walteri (Thys van den Audenaerde , 1968)
- Coptodon sp. aff. guineensis  ‘‘Cross’’
- Coptodon sp. aff. zillii ‘‘Kisangani’’
- Coptodon sp. aff. louka ‘‘Samou’’